# Římskokatolická farnost Záhoří
Římskokatolická farnost Záhoří (latinsky Zahorzium) je územní společenství římských katolíků v Horním Záhoří a okolí. Organizačně spadá do vikariátu Písek, který je jedním z deseti vikariátů českobudějovické diecéze.

## Historie farnosti
Zdejší plebánie existovala již v roce 1356, matriky jsou vedeny od roku 1657.

## Kostely a kaple na území farnosti
| Kostel (kaple)                 | Místo           | Bohoslužby | Bohoslužby | Poznámka     |
| ------------------------------ | --------------- | ---------- | ---------- | ------------ |
| kostel sv. Michaela archanděla | Horní Záhoří    | neděle     | 9.30       | farní kostel |
| kostel sv. Michaela archanděla | Horní Záhoří    | pondělí    | 8.00       | farní kostel |
| kostel sv. Michaela archanděla | Horní Záhoří    | úterý      | 18.00      | farní kostel |
| kostel sv. Michaela archanděla | Horní Záhoří    | středa     | 8.00       | farní kostel |
| kostel sv. Michaela archanděla | Horní Záhoří    | pátek      | 18.00      | farní kostel |
| kaple                          | Dolní Novosedly |            |            |              |
| kaple sv. Anny                 | Držov           |            |            |              |
| kaple                          | Chrastiny       |            |            |              |
| kaple                          | Jamný           |            |            |              |
| kaple                          | Kašina Hora     |            |            |              |
| kaple                          | Svatonice       |            |            |              |
| kaple                          | Třešně          |            |            |              |
| kaple                          | Vlastec         |            |            |              |
| kaple                          | Vojníkov        |            |            |              |
| kaple                          | Vrcovice        |            |            |              |

## Administrátoři ve farnosti
- 1998-2013 Edward Maka
- 2013–2017 Karel Maria Vrba
- od 2017 Vítězslav Holý